# Đối tượng (khoa học máy tính)
Trong khoa học máy tính, một đối tượng (tiếng Anh: object) có thể là một biến, một cấu trúc dữ liệu, một hàm, hay một phương thức, và như vậy, là một vị trí trong bộ nhớ có giá trị và có thể được tham chiếu bởi một định danh.
Trong mẫu hình lập trình hướng đối tượng dựa trên lớp, "đối tượng" dùng để chỉ một thực thể cụ thể của một lớp mà trong đó đối tượng có thể là sự kết hợp của biến, hàm và cấu trúc dữ liệu.
Trong quản lý cơ sở dữ liệu quan hệ, một đối tượng có thể là một bảng hoặc cột, hay là sự liên kết giữa dữ liệu và một thực thể cơ sở dữ liệu (ví dụ như quan hệ giữa tuổi của người với một người cụ thể).

## Ngôn ngữ dựa trên đối tượng
Một sự khác biệt quan trọng trong ngôn ngữ lập trình là sự khác biệt giữa một ngôn ngữ hướng đối tượng và một ngôn ngữ dựa trên đối tượng. Một ngôn ngữ thường được xem là dựa trên đối tượng nếu nó bao gồm các khả năng cơ bản của một đối tượng: định danh (identity), thuộc tính (property), và thuộc tính (attribute). Một ngôn ngữ được xem là hướng đối tượng nếu nó dựa trên đối tượng và còn có khả năng đa hình (polymorphism) và thừa kế (inheritance).

## Lập trình hướng đối tượng
Lập trình hướng đối tượng là cách tiếp cận để thiết kế hệ thống phần mềm để có thể tái sử dụng mô đun.

## Các đối tượng chuyên biệt
Một khái niệm quan trọng cho các đối tượng là mẫu thiết kế. Một mẫu thiết kế cung cấp một khuôn mẫu sử dụng lại được để giải quyết một vấn đề phổ biến.

## Mạng ngữ nghĩa
Mạng ngữ nghĩa (Semantic Web) là cần thiết cho khung đối tượng phân tán.